# Camilo (football, 1999)
Pour les articles homonymes, voir Camilo.
Camilo Reijers de Oliveira, ou plus simplement Camilo, né le 23 février 1999, est un footballeur néerlando-brésilien qui évolue au poste de milieu de terrain au Grêmio Porto Alegre.
Il possède également la nationalité néerlandaise.

## Biographie

### Ponte Preta (2019-2020)
Formé à Ponte Preta, Camilo évolue d'abord avec les équipes de jeunes jusqu'aux moins de 20 ans. Il fait ensuite sa première apparition sur une feuille de match professionnelle le 11 mai 2019 face à Vila Nova mais n'entre pas en jeu lors de cette rencontre. Camilo joue son premier match en professionnel le 18 mai 2019, entré en jeu à 22 minutes de la fin du match face à Operário. Il est ensuite titulaire pour la première fois la semaine suivante (62 minutes). Camilo inscrit son premier but en professionnel le 2 juin 2019 face à Cuiabá (victoire 3-1).  
L'Olympique lyonnais annonce son transfert le 29 janvier 2020 contre un montant de transfert de deux millions d'euros avec un bonus de 20 % sur un futur transfert.

### Olympique lyonnais B (2020-2021)
Camilo joue son premier match avec l'équipe réserve de l'Olympique lyonnais le 7 mars 2020 face à Fréjus-Saint-Raphaël. Titulaire lors de ce match, il est remplacé à la 57e minute de jeu par Modeste Duku Mbenga.

### Cuiabá (2021-2022)
Le 15 mars 2021, Camilo est prêté jusqu'au 31 décembre 2021 au club brésilien du Cuiabá Esporte Clube, qui vient juste d'être promu en Série A. Ce prêt est assorti d'une option d'achat d'environ trois millions d'euros, ainsi qu'un pourcentage à la revente.

### RWD Molenbeek (2023)
Il est prêté au RWD Molenbeek pour la deuxième partie de la saison 2023. Il remporte la Challenger Pro League avec le club.

## Palmarès
- RWD Molenbeek
  - Champion de Challenger Pro League en 2023.

## Statistiques détaillées

### Parcours professionnel
| Saison                | Club                  | Championnat           | Championnat | Championnat | Championnat | Coupe(s) nationale(s) | Coupe(s) nationale(s) | Coupe(s) nationale(s) | Compétition(s) continentale(s) | Compétition(s) continentale(s) | Compétition(s) continentale(s) | Compétition(s) continentale(s) | Championnat d'Etat | Championnat d'Etat | Championnat d'Etat | Total | Total | Total |
| Saison                | Club                  | Division              | M.          | B.          | P.d.        | M.                    | B.                    | P.d.                  | Comp.                          | M.                             | B.                             | P.d.                           | M.                 | B.                 | P.d.               | M.    | B.    | P.d.  |
| 2019                  | Ponte Preta           | Serie B               | 30          | 2           | 0           | -                     | -                     | -                     | -                              | -                              | -                              | -                              | -                  | -                  | -                  | 30    | 2     | 0     |
| 2020                  | Ponte Preta           | Serie B               | 1           | 0           | 1           | -                     | -                     | -                     | -                              | -                              | -                              | -                              | 2                  | 1                  | 0                  | 3     | 1     | 1     |
| Sous-total            | Sous-total            | Sous-total            | 31          | 2           | 1           | -                     | -                     | -                     | -                              | -                              | -                              | -                              | 2                  | 1                  | 0                  | 33    | 3     | 1     |
| 2019-2020             | Olympique lyonnais    | Ligue 1               | -           | -           | -           | -                     | -                     | -                     | C1                             | -                              | -                              | -                              | -                  | -                  | -                  | 0     | 0     | 0     |
| Sous-total            | Sous-total            | Sous-total            | -           | -           | -           | -                     | -                     | -                     | -                              | -                              | -                              | -                              | -                  | -                  | -                  | 0     | 0     | 0     |
| 2021                  | Cuiabá (prêt)         | Serie A               | 31          | 0           | 0           | 1                     | 0                     | 0                     | -                              | -                              | -                              | -                              | 11                 | 1                  | 0                  | 43    | 1     | 0     |
| 2022                  | Cuiabá (prêt)         | Serie A               | 24          | 0           | 0           | 2                     | 0                     | 0                     | -                              | -                              | -                              | -                              | 9                  | 1                  | 0                  | 35    | 1     | 0     |
| Sous-total            | Sous-total            | Sous-total            | 55          | 0           | 0           | 3                     | 0                     | 0                     | -                              | -                              | -                              | -                              | 20                 | 2                  | 0                  | 78    | 2     | 0     |
| 2022-2023             | RWD Molenbeek (prêt)  | Division 1B           | 9           | 0           | 0           | -                     | -                     | -                     | -                              | -                              | -                              | -                              | -                  | -                  | -                  | 9     | 0     | 0     |
| Total sur la carrière | Total sur la carrière | Total sur la carrière | 95          | 2           | 1           | 3                     | 0                     | 0                     | -                              | -                              | -                              | -                              | 22                 | 3                  | 0                  | 120   | 5     | 1     |